# Kingpin
För seriefiguren med samma namn se Kingpin (seriefigur).
Kingpin, amerikansk komedifilm från 1996, regisserad av bröderna Bobby och Peter Farrelly. 

## Handling
Roy Munsons (Woody Harrelson) bowlingdrömmar går i kras, precis som hans hand, när den elake Ernie McCracken (Bill Murray) lämnar honom med ett gäng hämndlystna bowlare. 
En dag, många år senare, hittar Roy en bowlingtalang, Amish-killen Ishmael Boorg (Randy Quaid). Roy bestämmer att han ska bli Ishmaels tränare och på så sätt vinna den stora bowlingtitel han själv aldrig vann.

## Rollista (urval)
- Woody Harrelson - Roy Munson
- Randy Quaid - Ishmael
- Vanessa Angel - Claudia
- Bill Murray - Ernie McCracken
- Chris Elliott - spelaren
- William Jordan - Mr. Boorg
- Richard Tyson - Stiffys ägare
- Lin Shaye - värdinnan
- Zen Gesner - Thomas
- Prudence Wright Holmes - Mrs. Boorg
- Rob Moran - Stanley Osmanski
- Danny Greene - Calvert Munson
- Jonathan Richman - bandmedlem